# ASE Group
ASE Technology Holding — тайваньская группа компаний, осуществляющая корпусирование и тестирование интегральных схем. Занимала 671-е место в списке Forbes Global 2000 за 2023 год.

## История
Компания Advanced Semiconductor Engineering (ASE inc.) была основана в 1984 году братьями Джейсоном и Ричардом Чан. В 1989 году её акции были размещены на Тайваньской фондовой бирже. Первое зарубежное предприятие было открыто в 1991 году в Малайзии. В 1999 году акции дочерней компании ASE Test Limited были размещены на бирже NASDAQ. В том же году были куплены предприятия Motorola в Тайване и Южной Корее, а также контрольный пакет акций компании Universal Scientific Industrial. В 2000 году акции ASE Inc. начали котироваться на Нью-Йоркской фондовой бирже.
В 2013 году у Toshiba был куплен завод в городе Уси (КНР). В 2015 году было создано совместное предприятие с TDK. В 2016 году было достигнуто соглашение о слиянии ASE, Inc. с другой тайваньской компанией Siliconware Precision Industries (также основанной в 1984 году). Слияние было завершено в 2018 году созданием общей холдинговой компании ASE Technology Holding.

## Собственники и руководство
Компанию контролируют братья Джейсон и Ричард Чан. Они родились в Шанхае, в 1949 году семья Чан, уже разбогатевшая на торговле недвижимостью, переехала на Тайвань. Помимо ASE Group им принадлежит крупный оператор недвижимости Sino Horizon Holdings, основная часть объектов которого находится в материковом Китае. Их состояние в начале 2024 года оценивалось в 6,3 млрд долларов США (7-е место среди самых богатых тайваньцев).
- Джейсон Чан (Jason C.S. Chang) — основатель, председатель совета директоров, ему принадлежит 21,7 % акций.
- Ричард Чан (Richard H.P. Chang) — вице-председатель и президент. Ему принадлежит 2,8 % акций.

## Деятельность
Подразделения по состоянию на 2022 год:
- корпусирование микросхем — установка интегральных микросхем в защитный корпус с выводами, производство материалов, 45 % выручки;
- производство электроники — проектирование, сборка, производство и продажа электронных компонентов и плат для телекоммуникационного оборудования, 45 % выручки;
- тестирование — тестирование микросхем на различных этапах производства, 8 % выручки;
- прочее — неосновная деятельность, включая управление коммерческой и жилой недвижимостью, 1 % выручки.

Производственные мощности компании находятся в Тайване (Гаосюн, Наньтоу, Синьчжу, Тайчжун и Чжанхуа), КНР (Шанхай, Уси, Куньшань, Хойчжоу и Сучжоу), Вьетнаме (Хайфон), Малайзии (Пинанг), Сингапуре, Республике Корея (Пхаджу), Японии (Такахата), США (Калифорния), Мексике (Гвадалахара и Тихуана), Польше (Вроцлав), Великобритании (Бедфорд), Франции (Алансон), Германии (Бонн, Бад-Херсфельд, Гамбург, Эбербах), Чехии (Пльзень) и Тунисе (Ла Соукра). По состоянию на 2022 год в компании работало 97 тысяч человек, из них 62 тысячи в Тайване, 20 тысяч в КНР, 3,7 тысяч в Малайзии, 2,9 тысяч в Мексике, 2,5 тысяч в Южной Корее, 1,2 тысяч в Тунисе.
Выручка компании за 2022 год составила 671 млрд новых тайваньских долларов (21,8 млрд долларов США), её распределение по регионам: США — 67 %, Тайвань — 13 %, остальная Азия — 11 %, Европа — 10 %. Крупнейшим клиентом является тайваньский производитель микросхем TSMC, на него приходится около 30 % выручки; соглашение о партнёрстве с ним было заключено в 1997 году.